# Дифазиаструм пальчатый
Дифазиаструм пальчатый, известеный как земляной кедр, бегущий кедр или гусиная лапка — это наиболее распространенный вид Diphasiastrum в Северной Америке. Это тип растения, известный как клубненосец, который входит в один из трех основных отделов живых сосудистых растений. Ранее он был включен в надвид Diphasiastrum complanatum. В течение многих лет этот вид был известен как Lycopodium flabelliforme или Lycopodium digitatum.
Его листья чешуевиные и прижатые, как у взрослого кедра, и он блестящий и вечнозеленый. Обычно он вырастает до высоты около четырех дюймов (10 см), причем спороносные стробилы держатся выше. Это растение когда-то широко собиралось и продавалось как рождественская зелень, и популяция была сильно истощена по этой причине. Однако он восстановился по всему своему ареалу и образует большие клоновые колонии, покрывающие лесную подстилку.
Предпочитает нарушенные территории и хвойные леса, где может образовывать густые монокультуры. Подземные коричневые гаметофиты могут годами жить в почве, прежде чем разовьются вегетативные побеги. Его ареал находится в высоких Аппалачских горах на севере, а его ареал заканчивается в северной Джорджии и Алабаме, но отдельные насаждения возникли в других местах.
В Аппалачских горах Юго-Западной Вирджинии это растение известно местным жителям как «Медвежья лапа». Этот вид также когда-то был одним из основных видов плаунов, используемых для сбора порошка ликоподиума, используемого в качестве примитивного пороха.

## Описание
Diphasiastrum digitatum — многолетнее сосудистое растение, не содержащее значительного количества древесной ткани над или у земли. Они низкорослые, обычно менее 30 см в высоту. Листья вечнозеленые, кажутся противоположными и расположены спирально с четырьмя равномерно расположенными листьями; при взгляде сбоку они выглядят как четыре колонны. Листья ветвей зеленые и блестящие, основание простирается вниз к стеблю (нисходящее), а свободная часть на кончике заостренная и чешуевидная. Ветви имеют прямоугольную форму в поперечном сечении, сплющенные с нижней стороны, с ассоциированным листом намного меньше остальных. Самые большие листья боковые, свободная часть прижата к раскидистой, а листья на верхней поверхности прижаты и более узкие. Стебли распространяются горизонтально над землей или чуть ниже поверхности слоя подстилки. Каждый прямой побег содержит две или более веток около основания. Ветви, скорее всего, восходящие или раскидистые, разветвленные и древовидные, и в основном расположены на одной плоскости, веерообразные. Прямостоящие побеги могут достигать от 3 до 20 дюймов в высоту, хотя вегетативные побеги обычно менее 8 дюймов. Споры развиваются в конусообразных структурах, называемых стробилами. Около 2-4 стробилов (редко больше) обычно группируются на кончике длинного стебля, который называется цветоносом.

## Распространение и среда обитания
Diphasiastrum digitatum встречается в сухих, мезических и обычно кислых лесах и на открытых местах. Они встречаются в восточной части Северной Америки, включая такие части Канады, как Онтарио и Квебек, и на юге до Флориды и Луизианы. Существует множество мест обитания Дифазиастриума пальчатого, но обычно они встречаются в частично затененных местах обитания, которые являются влажными или сухими. Обычно места обитания — это открытые леса, заросли и поля. Сезон спорообразования длится с июля по октябрь. Другие места обитания включают горные леса, обрывы, песчаниковые скалы и заброшенные песчаные поля. Они, как правило, встречаются в лесистых районах, где также можно найти дубы и хвойные деревья.

## Использование
Diphasiastrum digitatum используется в медицинских, пиротехнических и декоративных целях. Споры плауна и чаи из листьев растения использовались с древних времен как в американских индейцах, так и в европейских культурах. Медицинское применение включало лечение проблем с мочевыводящими путями, диареи и других проблем с пищеварительным трактом; снятие головных болей и кожных заболеваний; и стимулирование родов во время беременности. В некоторых культурах споры считались афродизиаком. Споры отталкивают воду и использовались в качестве порошка при кожных высыпаниях и даже на детских попках, а также для лечения ран. Споры исторически использовались в качестве покрытия для таблеток, а в Америке и Европе в качестве красителей для тканей. Споры также легко воспламеняются из-за высокого содержания масла. Они использовались в культуре в церемониальных целях, когда знахари бросали споры в огонь для вспышки света. Споры воспламеняются яркой вспышкой света и использовались в фотосъемке со вспышкой, в сценических постановках, в фейерверках и в химических лабораториях. Он используется в основном при расстройствах мочевого пузыря, заболеваниях почек и других состояниях, хотя необходимы дополнительные доказательства относительно эффективности и безопасности.

## Выращивание
Diphasiastrum digitatum очень трудно выращивать в саду. Пересадки редко бывают успешными, а развитие зрелых растений из спор происходит очень медленно (возможно, в течение 20 лет). Их можно выращивать с частым применением слабого раствора удобрения при ярком свете, высокой влажности и круглогодичных умеренных температурах в теплицах, камерах роста и лабораториях. Во время половой фазы этот вид развивается под землей и требует присутствия соответствующих грибов. Он предпочитает несколько кислую почву, песчаную или каменистую, пятнистый солнечный свет вместо легкой тени и хорошо дренированные условия.